# Christian Acosta
Christian Daniel Acosta (* 10. Juli 2004) ist ein paraguayischer Leichtathlet, der sich auf den Mittelstreckenlauf spezialisiert hat.

## Sportliche Laufbahn
Erste internationale Erfahrungen sammelte Christian Acosta im Jahr 2021, als er bei den U18-Südamerikameisterschaften in Encarnación im Vorlauf über 400 Meter disqualifiziert wurde. 2025 verpasste er bei den Südamerikameisterschaften in Mar del Plata mit 1:58,11 min den Finaleinzug im 800-Meter-Lauf und belegte mit der paraguayischen Mixed-Staffel über 4-mal 400 Meter in 3:37,03 min den sechsten Platz. Zudem wurde er mit der Männerstaffel in 3:22,82 min Siebter.
2024 wurde Acosta paraguayischer Meister im 800-Meter-Lauf.

## Persönliche Bestleistungen
- 400 Meter: 51,23 s, 2. November 2024 in Asunción
- 800 Meter: 1:58,11 min, 26. April 2025 in Mar del Plata